# Moby Dick és a Mu titka
A Moby Dick és a Mu titka (eredeti cím: Moby Dick et le Secret de Mu vagy Moby Dick and the Secret of Mu) francia–luxemburgi televíziós 2D-s számítógépes animációs sorozat, amelynek alkotója Herman Melville és Paul Racer volt. A sorozatot Benoît Petit rendezte Paul Racer forgatókönyve alapján, a zenéjét Paul Racer és Mat Son szerezte, a producere Axel Carrère volt.
Franciaországban 2005. április 16-ától a TF1 vetítette, Magyarországon 2008 és 2010 között a Minimax sugározta.

## Szereplők
| Szereplő        | Eredeti hang      | Magyar hang    |
| --------------- | ----------------- | -------------- |
| Romy            | David Scarpuzza   | Molnár Levente |
| Satya           | Delphine Boly     | Molnár Ilona   |
| Achab kapitány  | Martin Spinhayer  | Rudas István   |
| Zu (sámánmadár) | Peppino Capotondi | Szokol Péter   |
| Flask           | Daniel Dury       | Kapácsy Miklós |
| Stubb           | Jean-Paul Dermont | Bolla Róbert   |
| Kamal mester    | Patrick Donnay    | Beratin Gábor  |
| Satya anyja     | Nathalie Homs     |                |
| Romy anyja      | Fabienne Loriaux  | Oláh Orsolya   |
| Romy apja       | Frédéric Meaux    |                |

- További szereplők: Berzsenyi Zoltán, Bodrogi Attila, Bolla Róbert, Faragó András, Galkó Balázs, Garai Róbert, Gubányi György István, Hegedűs Miklós, Kajtár Róbert, Morvay Gábor, Oláh Orsolya, Papucsek Vilmos, Szabó Gertrúd, Varga Rókus, Varga Tamás, Vári Attila, Végh Ferenc

## Epizódok
|     |                         |                               |  |  |  |
| 1.  | Az emlékgyermek         | The Memory Child              |  |  |  |
|     |                         |                               |  |  |  |
| 2.  | A hercegnő legendája    | The Octopus' Smile            |  |  |  |
|     |                         |                               |  |  |  |
| 3.  | A jégszív               | Heart Of Ice                  |  |  |  |
|     |                         |                               |  |  |  |
| 4.  | Az elsüllyedt torii     | The Sunken Torii              |  |  |  |
|     |                         |                               |  |  |  |
| 5.  | Az elveszett város      | The Lost City                 |  |  |  |
|     |                         |                               |  |  |  |
| 6.  | A füstkapu              | The Smoky Gate                |  |  |  |
|     |                         |                               |  |  |  |
| 7.  | A bölcsesség oszlopai   | Pillars Of Wisdom             |  |  |  |
|     |                         |                               |  |  |  |
| 8.  | A misztikus köd szigete | The Island Of Mysterious Fog  |  |  |  |
|     |                         |                               |  |  |  |
| 9.  | A teknős                | The Tortoise                  |  |  |  |
|     |                         |                               |  |  |  |
| 10. | Medúza                  | Medusa                        |  |  |  |
|     |                         |                               |  |  |  |
| 11. | Az elátkozott iguána    | The Fury Of The Iguana        |  |  |  |
|     |                         |                               |  |  |  |
| 12. | A szelek mestere        | The Master Of The Winds       |  |  |  |
|     |                         |                               |  |  |  |
| 13. | A tollas kígyó          | The Plumed Serpent            |  |  |  |
|     |                         |                               |  |  |  |
| 14. | Az egyiptomi templom    | The Egyptian Temple           |  |  |  |
|     |                         |                               |  |  |  |
| 15. | Az ezer félelem tornya  | The Tower Of A Thousand Fears |  |  |  |
|     |                         |                               |  |  |  |
| 16. | A fantasztikus kert     | The Fantastic Garden          |  |  |  |
|     |                         |                               |  |  |  |
| 17. | A korallzátony          | The Dream Of Coral            |  |  |  |
|     |                         |                               |  |  |  |
| 18. | A mester szelleme       | The Spirit Of The Master      |  |  |  |
|     |                         |                               |  |  |  |
| 19. | A varázsköpeny          | The Cape Of Ahura Gaza        |  |  |  |
|     |                         |                               |  |  |  |
| 20. | Barátok és ellenségek   | Brothers And Enemies          |  |  |  |
|     |                         |                               |  |  |  |
| 21. | A titokzatos sziget     | The Casm Of Confusion         |  |  |  |
|     |                         |                               |  |  |  |
| 22. | A lecke                 | The Lesson                    |  |  |  |
|     |                         |                               |  |  |  |
| 23. | A tenger vándorai       | The Pearly Prison             |  |  |  |
|     |                         |                               |  |  |  |
| 24. | A legtitkosabb ládika   | The Rock Of Illusions         |  |  |  |
|     |                         |                               |  |  |  |
| 25. | Új veszélyek            | New Perils                    |  |  |  |
|     |                         |                               |  |  |  |
| 26. | Az örökség              | The Great Heritage            |  |  |  |